# Tair Sałachow
Tair Tejmur ogły (Tejmurowicz) Sałachow (ros. Таи́р Тейму́р оглы (Теймурович) Сала́хов, azer. Tahir Teymur oğlu Salahov; ur. 29 listopada 1928 w Baku, zm. 21 maja 2021) – radziecki i rosyjski artysta malarz i rysownik pochodzenia azerskiego, Bohater Pracy Socjalistycznej (1989).

## Życiorys
W 1945 skończył szkołę średnią w Baku i zaczął uczyć się malarstwa, 1950 ukończył Azerbejdżańską Akademię Sztuk Pięknych, a 1957 Moskiewski Państwowy Instytut Sztuk Pięknych, pracował jako malarz. W latach 1963–1974 wykładowca w Azerbejdżańskim Państwowym Instytucie Sztuk, od 1975 wykładowca Moskiewskiego Instytutu Sztuk Pięknych, 1984-1992 kierownik katedry malarstwa i kompozycji tego instytutu, docent, od 1973 profesor. Już jego pierwsze prace (Fale, Estakada (1955), Na Warcie (1957) przyciągnęły uwagę widzów i specjalistów. Wkrótce stał się jednym z czołowych artystów ZSRR okresu „odwilży”. Wiele jego prac dotyczy pracowników przemysłu naftowego Azerbejdżańskiej SRR, m.in. Poranny eszelon (1958), Remontowcy (1960), Nad Morzem Kaspijskim (1961), Kobiety Apszerona (1967), Ranek na Morzu Kaspijskim (1986). Namalował również portrety Dmitrija Szostakowicza, Qara Qarayeva, Fikrəta Əmirova, Roberta Rauschenberga, Maximiliana Schella, Mirzə Sabira, Rəsula Rzy, Hermanna Hessego, Maksuda Ibragimbiekowa, Mstisława Rostropowicza i innych osobistości. W latach 1960–1961 sekretarz odpowiedzialny Związku Artystów Azerbejdżańskiej SRR, 1973-1992 I sekretarz Zarządu Związku Artystów Azerbejdżańskiej SRR, 1973-1992 I sekretarz Związku Artystów ZSRR, od 1997 wiceprezydent Rosyjskiej Akademii Sztuk Pięknych. Od 1964 członek KPZR, w latach 1963-1967 deputowany do Rady Najwyższej Azerbejdżańskiej SRR, 1966-1974 deputowany do Rady Najwyższej ZSRR, 1980-1988 deputowany do Rady Najwyższej RFSRR.

## Odznaczenia, wyróżnienia i nagrody
- Medal Sierp i Młot Bohatera Pracy Socjalistycznej (24 lutego 1989)
- Order Lenina (24 lutego 1989)
- Order Rewolucji Październikowej (1979)
- Order „Za zasługi dla Ojczyzny” II klasy (13 grudnia 2003)
- Order „Za zasługi dla Ojczyzny” III klasy (28 listopada 1998)
- Order Czerwonego Sztandaru Pracy (1971)
- Order Przyjaźni Narodów (1981)
- Order Heydəra Əliyeva (Azerbejdżan, 27 listopada 2008)
- Order Niepodległości (Azerbejdżan, 1998)
- Ludowy Artysta Azerbejdżańskiej SRR (1963)
- Ludowy Artysta ZSRR (1973)
- Ludowy Artysta Federacji Rosyjskiej (1996)
- Nagroda Państwowa ZSRR (1968)
- Nagroda Państwowa Federacji Rosyjskiej (2012)
- Nagroda Państwowa Azerbejdżańskiej SRR (dwukrotnie - 1965 i 1970)
- Srebrny Medal Akademii Sztuk Pięknych ZSRR (1960)
- Złoty Medal im. Griekowa (1977)
- Złoty Medal Rosyjskiej Akademii Sztuk Pięknych (1998)
- Order Cyryla i Metodego (Bułgaria, 1979)
- Order Sławy (2003, Gruzja)
- Oficer Orderu Sztuki i Literatury (Francja, 2009)